# Guitar Island
Guitar Island (englisch für Gitarren-Insel) ist eine kleine, runde und kuppelförmige Insel vor der Ingrid-Christensen-Küste des ostantarktischen Prinzessin-Elisabeth-Lands. Sie gehört zu den Svennerøyane in der Prydz Bay und liegt südwestlich von Chorus Island.
Das Antarctic Names Committee of Australia benannte sie 2021 in Erinnerung an die Tradition des Musizierens und Singens bei Antarktisexpeditionen zur Aufrechterhaltung des Gemeinschaftssinns ihrer Teilnehmer.